# مستشفى الرعاية العربية التخصصي
مستشفى الرعاية العربية التخصصي هو أحد المستشفيات الفلسطينية الخاصة. يقعُ في وسط مدينة رام الله بالضفة الغربية، ويضمُّ حوالي 40 سريرًا.

## الأقسام
يضم المستشفى عدة أقسام منها:
- قسم الطوارئ.
- قسم الأشعة.
- قسم العيادات الخارجية.
- قسم الولادة.
- قسم الأطفال.
- قسم الجراحة.
- قسم العناية المركزة.
- قسم العمليات
- الأقسام الإدارية والمالية.